# Santa Catarina do Fogo
Santa Catarina do Fogo és un concelho (municipi) de Cap Verd. Situat a la part sud-oriental de l'illa de Fogo, cobreix el 32% de l'illa i té el 14% de la seva població. La capital és la vila de Cova Figueira.

## Subdivisions
El municipi està format per una sola freguesia (parròquia civil), Santa Catarina do Fogo. La freguesia is se subdivideix en els següents assentaments. La població segons el cens de 2010 era:
- Achada Furna (pop: 495)
- Achada Poio
- Baluarte
- Cabeça Fundão
- Chã das Caldeiras (pop: 697)
- Cova Figueira (pop: 1,230)
- Domingo Lobo (pop: 254)
- Estância Roque (pop: 411)
- Figueira Pavão (pop: 320)
- Fonte Aleixo (pop: 401)
- Mãe Joana
- Monte Vermelho (pop: 221)
- Roçadas (pop: 372)
- Tinteira (pop: 410)

## Història
Fou creat en 1808, quan una parròquia de l'antic municipi de São Filipe fou separat per esdevenir el nou municipi de Santa Catarina do Fogo. Entre finals del segle xix i 2005, va formar part del municipi de São Filipe.

## Demografia
| Població de Santa Catarina do Fogo, Cap Verd (1940—Present) | Població de Santa Catarina do Fogo, Cap Verd (1940—Present) | Població de Santa Catarina do Fogo, Cap Verd (1940—Present) | Població de Santa Catarina do Fogo, Cap Verd (1940—Present) | Població de Santa Catarina do Fogo, Cap Verd (1940—Present) | Població de Santa Catarina do Fogo, Cap Verd (1940—Present) | Població de Santa Catarina do Fogo, Cap Verd (1940—Present) | Població de Santa Catarina do Fogo, Cap Verd (1940—Present) |
| ----------------------------------------------------------- | ----------------------------------------------------------- | ----------------------------------------------------------- | ----------------------------------------------------------- | ----------------------------------------------------------- | ----------------------------------------------------------- | ----------------------------------------------------------- | ----------------------------------------------------------- |
| 1940                                                        | 1950                                                        | 1960                                                        | 1970                                                        | 1980                                                        | 1990                                                        | 2000                                                        | 2010                                                        |
| 650                                                         | 1.000                                                       | 1.123                                                       | 4.650                                                       | 8.200                                                       | 10.000                                                      | 12.898                                                      | 5.299                                                       |

## Política
El PAICV és el partit governant del municipi quan guanyà el 52% a les últimes eleccions.

### Assemblea Municipal
|                            | 2004 % | 2004 escons | 2008 % | 2008 escons | 2012 % | 2012 escons |
| -------------------------- | ------ | ----------- | ------ | ----------- | ------ | ----------- |
| PAICV                      | 50.46  | 11          | 28.8   | -           | 52     | 7           |
| Moviment per la Democràcia | 44.2   | 10          | 66     | -           | 46.4   | 6           |
| PCD-PRD                    | 4.07   | 0           | -      | -           | -      | -           |
| NU BAI                     | 1.27   | 0           | -      | -           | -      | -           |

### Municipalitat
|                            | 2004 % | 2004 escons | 2008 % | 2008 escons | 2012 % | 2012 escons |
| -------------------------- | ------ | ----------- | ------ | ----------- | ------ | ----------- |
| PAICV                      | 50.42  | 9           | 67.8   | 5           | 52.3   | 5           |
| Moviment per la Democràcia | 43.95  | 0           | -      | -           | 46.4   | 0           |
| PCD-PRD                    | 4.22   | 0           | -      | -           | -      | -           |
| NU BAI                     | 1.4    | 0           | -      | -           | -      | -           |

## Agermanament
- Miranda do Corvo
- Vila Nova da Barquinha